# Гелий-3
Ге́лий-3 — стабильный изотоп гелия. Ядро гелия-3 (гелион) состоит из двух протонов и одного нейтрона, в отличие от более тяжёлого другого стабильного изотопа — гелия-4, имеющего в составе два протона и два нейтрона.

## Распространённость
Природная изотопная распространённость гелия-3 в атмосфере Земли составляет 0,000137 % (1,37 частей на миллион по отношению к гелию-4); в других резервуарах она может очень сильно отличаться в результате природного фракционирования и т. п.. Общее количество гелия-3 в атмосфере Земли оценивается в 35 000 тонн. Оба изотопа гелия постоянно улетучиваются из атмосферы в космос, однако убыль гелия-4 на Земле восполняется за счёт альфа-распада урана, тория и их дочерних нуклидов (альфа-частица представляет собой ядро гелия-4). Тогда как гелий-3 появляется в природе исключительно при распаде космогенного трития. Бо́льшая часть гелия-3 на Земле сохранилась со времён её образования. Он растворён в мантии и постепенно поступает в атмосферу; его изотопная распространённость в мантийной магме составляет 4—10 частей на миллион частей гелия-4, а некоторые материалы мантийного происхождения имеют в 10—40 раз большее соотношение, чем в атмосфере. Однако его поступление из мантии в атмосферу (через вулканы и разломы в коре) оценивается всего в несколько килограммов в год. Некоторая часть гелия-3 возникает при распаде трития, в реакциях скалывания на литии (под действием альфа-частиц и космических лучей), а также поступает из солнечного ветра. На Солнце и в атмосферах планет-гигантов первичного гелия-3 значительно больше, чем в атмосфере Земли.
В лунном реголите гелий-3 постепенно накапливался в течение миллиардов лет облучения солнечным ветром. В результате тонна лунного грунта (в тончайшем приповерхностном слое) содержит порядка 0,01 г гелия-3 (до 50 ppb) и 28 г гелия-4; это изотопное соотношение (~0,043 %) значительно выше, чем в земной атмосфере.

## Открытие
Существование гелия-3 было предположено австралийским учёным Марком Олифантом во время работы в Кембриджском университете в 1934 году. Окончательно открыли этот изотоп Луис Альварес и Роберт Корног в 1939 году.

## Физические свойства
Атомная масса гелия-3 равна 3,016, в то время как у гелия-4 она равна 4,0026, ввиду чего их физические свойства весьма отличаются:
- Гелий-3 кипит при 3,19 К (гелий-4 — при 4,23 К), его критическая точка равна 3,35 К (у гелия-4 — 5,19 К).
- Плотность жидкого гелия-3 при температуре кипения и нормальном давлении равна 59 г/л, тогда как (у гелия-4 — 124,73 г/л).
- Удельная теплота испарения равна 26 Дж/моль (у гелия-4 — 82,9 Дж/моль).
- Газообразный гелий-3 при нормальных условиях имеет плотность 0,1346 г/л (у гелия-4 — 0,1785 г/л). Соответственно, объём одного грамма гелия-3 при н.у. равен 7,43 литра (у гелия-4 — 5,596  литра).

## Жидкий гелий-3

Фазовая диаграмма состояния гелия-3. Линия внутри области твёрдой фазы разделяет спинупорядоченные и спинразупорядоченные структуры

Часть фазовой диаграммы гелия-3 при температурах 0—0,003 К. При температуре ниже 2,6 мК и отсутствии магнитного поля существуют две сверхтекучие жидкости А и В. ОЦК — объёмно-центрированная кубическая кристаллическая структура.

Квантовая жидкость, существенно отличающаяся по свойствам от жидкого гелия-4. Жидкий гелий-3 удалось получить только в 1948 году.
В 1972 году в жидком гелии-3 был обнаружен фазовый переход в сверхтекучее состояние при температурах ниже 2,6 мК и при давлении 34 атм (ранее считалось, что сверхтекучесть, как и сверхпроводимость — явления, характерные для бозе-конденсата, то есть кооперативные явления в среде с целочисленным спином объектов). За открытие сверхтекучести гелия-3 в 1996 году Д. Ошерову, Р. Ричардсону и Д. Ли была присуждена Нобелевская премия по физике.
В 2003 году Нобелевской премией по физике отмечены А. А. Абрикосов, В. Л. Гинзбург и Э. Леггет, в том числе и за создание теории сверхтекучести жидкого гелия-3.

## Получение
В настоящее время гелий-3 не добывается из природных источников (на Земле доступны незначительные количества гелия-3, чрезвычайно трудные для добычи), а создаётся при распаде искусственно полученного трития.
Тритий производится отдельными государствами как компонент для термоядерного оружия путём облучения бора-10 и лития-6 в ядерных реакторах. Несколько сотен тысяч литров гелия-3 были наработаны в рамках оружейных ядерных программ, однако эти запасы уже недостаточны для существующего в США спроса. Дополнительно около 8 тыс. литров гелия-3 в год получают из распада запасов трития в США. В связи с растущей нехваткой гелия-3 рассматривались такие ранее экономически нецелесообразные возможности его производства, как получение в водных ядерных реакторах, выделение из продуктов работы тяжеловодных ядерных реакторов, производство трития или гелия-3 на ускорителях частиц, экстракция естественного гелия-3 из природного газа или атмосферы.

### Стоимость
Средняя цена гелия-3 в 2009 году составляла, по некоторым оценкам, порядка 930 USD за литр.

### Планы добычи гелия-3 на Луне
Гелий-3 является побочным продуктом реакций, протекающих на Солнце, и в некотором количестве содержится в солнечном ветре и межпланетной среде. Попадающий в атмосферу Земли из межпланетного пространства гелий-3 быстро диссипирует обратно, его концентрация в атмосфере чрезвычайно низка.
При этом Луна, у которой нет атмосферы, сохраняет значительные количества гелия-3 в своём поверхностном слое (реголите), по отдельным оценкам — до 0,5 млн тонн, по другим — около 2,5 млн тонн.
Теоретически, при гипотетической реакции термоядерного синтеза, при которой в реакцию вступает 1 тонна гелия-3 с 0,67 тоннами дейтерия, высвобождается энергия, эквивалентная сгоранию 15 млн тонн нефти (однако на настоящий момент не изучена техническая возможность осуществления данной реакции). Следовательно, населению нашей планеты лунного ресурса гелия-3 (по максимальным оценкам) могло бы хватить примерно на пять тысячелетий. Основной проблемой (если проигнорировать проблему реализуемости управляемых термоядерных реакторов с подобным горючим) остаётся реальность добычи гелия из лунного реголита. Как упомянуто выше, содержание гелия-3 в реголите составляет ~1 г на 100 т., поэтому для добычи тонны этого изотопа следует переработать на месте не менее 100 млн тонн грунта.
НАСА разрабатывала эскизные проекты гипотетических установок по переработке реголита и выделению гелия-3.
В январе 2006 года глава РКК «Энергия» Николай Севастьянов заявил, что Россия планирует создать постоянную базу на Луне и отработать транспортную схему по доставке на Землю гелия-3 уже к 2015 году (при условии достаточного финансирования), а ещё через 5 лет начать промышленную добычу изотопа[значимость факта?]. В ноябре 2018 года глава «Роскосмоса» Дмитрий Рогозин вновь поднял тему о возможном использовании гелия-3 как основы для ракетного топлива; при этом, одновременно с Д. Рогозиным, академик РАН Лев Зелёный заявил о практической бесполезности добычи гелия-3.
В августе 2024 года китайские учёные опубликовали в Aerospace Shanghai статью, в которой предложили необычный способ транспортировки добытого He-3 на Землю. Они собираются построить на Луне метательную установку, состоящую из 50-метровой стрелы и сверхпроводящего электродвигателя, который будет раскручивать её до достижения на конце лунной второй космической скорости. Разогнанные таким способом капсулы с изотопом будут метаться в сторону Земли. По расчётам авторов, технология удешевит доставку на 90%. Авторы считают, что развернуть её можно за 20 лет и 130 миллиардов юаней. Вопросы добычи лунного гелия и создания управляемого синтеза статья не затрагивает.

## Использование
Бо́льшая часть производимого в мире гелия-3 используется для наполнения газовых детекторов нейтронов. Остальные применения пока не выходят за пределы научных лабораторий.

### Счётчики нейтронов
Газовые счётчики, наполненные гелием-3, используются для детектирования нейтронов. Это наиболее распространённый метод измерения нейтронного потока. В этих счётчиках происходит реакция
n + 3He → 3H + 1H + 0,764 МэВ.
Заряженные продукты реакции — тритон и протон — регистрируются газовым счётчиком, работающим в режиме пропорционального счётчика или счётчика Гейгера—Мюллера.
Значительно возросшее после 2001 года производство нейтронных мониторов (для обнаружения незаконно перевозимых делящихся материалов и предотвращения ядерного терроризма) привело к сокращению запасов гелия-3; так, запасы, принадлежащие правительству США, с 1990 по 2001 год монотонно росли со 140 до 235 тыс. литров н.у., но к 2010 году уменьшились до 50 тыс. л н.у.

### Сверхнизкие температуры
Откачкой паров гелия-4 под вакуумом сложно получить температуры ниже 0,7К. Более низкие температуры достижимы посредством испарения при откачке паров гелия-3, который при этом не будет сверхтекучим. Таким образом можно вплотную приблизиться к условной границе криогенных и сверхнизких температур (0,3К). Для откачки паров также используется их адсорбция в гелии-4, проводимая в замкнутых ёмкостях, предотвращающих любую потерю гелия-3. 

#### Охлаждение для квантовых компьютеров
Квантовые компьютеры требуют для своей работы чрезвычайно низких температур. Чем ниже температура среды, в которой находятся компоненты квантового компьютера, тем стабильней работает этот компьютер и тем меньше ошибок возникает при вычислениях. Гелий-3 является самым эффективным охладителем, позволяя снизить шумы в квантовых компьютерах в 1000 раз.

#### Рефрижератор растворения
Путём растворения жидкого гелия-3 в гелии-4 можно достигать милликельвиновых температур.

### Медицина
Поляризованный[уточнить] гелий-3 (он может долго храниться) недавно начал использоваться в магнитно-резонансной томографии для получения изображения лёгких с помощью ядерного магнитного резонанса.

### Гелий-3 как гипотетическое термоядерное топливо

График зависимости активности термоядерной реакции (среднее значение времени сечения и относительной скорости реагирующих ядер) от температуры для трёх распространённых реакций. Среднее значение определяется по максвелловскому распределению скоростей ионов с соответствующей температурой

Реакция 3Не + D → 4Не + p имеет ряд преимуществ по сравнению с наиболее достижимой в земных условиях дейтериево-тритиевой реакцией T + D → 4Не + n.
К этим преимуществам относятся:
1. В десятки раз более низкий поток нейтронов из зоны реакции, что резко уменьшает наведённую радиоактивность и деградацию конструкционных материалов реактора;[28][29]
2. Получаемые протоны, в отличие от нейтронов, легко улавливаются при помощи электрических и магнитных полей[28] и могут быть использованы для дополнительной генерации электроэнергии, например, в МГД-генераторе;
3. Исходные материалы для синтеза неактивны и их хранение не требует особых мер предосторожности;
4. При аварии реактора с разгерметизацией активной зоны радиоактивность выброса близка к нулю.[источник не указан 2055 дней]

Недостатком гелий-дейтериевой реакции следует считать практическую невозможность поддержания требуемых температур. При температурах менее 109 К термоядерная реакция слияния ядер дейтерия между собой протекает гораздо охотнее, и реакции между дейтерием и гелием-3 не происходит. При этом теплопотери за счёт излучения быстро возрастают с температурой и горячая плазма будет остывать быстрее, чем сможет восполнять потери энергии за счёт термоядерных реакций.

## В искусстве
В фантастических произведениях (играх, фильмах) гелий-3 иногда выступает в качестве основного топлива и как ценный ресурс, добываемый в том числе на Луне:
- В серии игр «Mass Effect» (2007—2013) гелий-3 используется в качестве топлива для космических кораблей.
- Основой сюжета британского научно-фантастического фильма «Луна 2112» (2009) является работа горнодобывающего комплекса компании «Лунар». Комплекс обеспечивает добычу гелия-3, с помощью которого удалось остановить катастрофический энергетический кризис на Земле.
- В политической комедии «Железное небо» (2012) лунный гелий-3 стал причиной международного ядерного конфликта за право его добычи.
- В фантастической саге Иена Макдональда «Луна» (2015—2017) гелий-3 используется как топливо для термоядерных установок.
- Комедийный российский сериал «Гелий-3» (2022, СТС)[31]
- В игре «Deliver Us the Moon» (2018) действие происходит на лунной базе, добывающей гелий-3.